# The Awakening (film 1913 Dwan)
The Awakening è un cortometraggio muto del 1913 diretto da Allan Dwan e scritto da Harry A. Pollard. Il film, prodotto dalla Flying A (la futura American Film Manufacturing Company), venne distribuito nelle sale dalla Mutual Film il 16 gennaio 1913.
In luglio, uscì poi un altro The Awakening interpretato da Jeanie Macpherson, prodotto dalla Powers Picture Plays.

## Trama
Dopo la morte della madre, una ragazza lascia la sua capanna, vagando senza meta per le colline. Incontra così un brav'uomo, che la accoglie nella sua casa e che presto si innamora di lei. Ma quanto appare un altro, che affascina la ragazza con racconti di luoghi lontani e di città, lei lascia il brav'uomo per seguire il nuovo venuto. Quando però lui le fa delle avances, lei le trova sgradevoli e cerca di sfuggirgli. Il brav'uomo, intanto, si pente di averla lasciata andare e va alla sua ricerca. L'altro, aspettandosi questo, gli prepara una trappola ma vi cade lui. La ragazza ritrova il brav'uomo e, quando i due si guardano negli occhi, capiscono senza alcun dubbio di essere fatti l'uno per l'altra.

## Produzione
Il film fu prodotto dalla Flying A (in seguito American Film Manufacturing Company).

## Distribuzione
Distribuito dalla Mutual, il film - un cortometraggio in una bobina - uscì nelle sale cinematografiche statunitensi il 16 gennaio 1913.